# James Hepburn
Jacob Hepburn (c. 1534 - el 14 d'abril de 1578) fou el primer Duc de les illes Òrcades i quart de comte de Bothwell i notori sobretot pel seu matrimoni amb Maria, reina dels escocesos, com el seu tercer marit. Era el fill del tercer comte de Bothwell i Agnes Sinclair, filla al seu torn del tercer Lord Sinclair. Duia el títol de Lord Hailes des del seu naixement. Va succeir al seu pare com el quart comte de Bothwell en 1556.